# Capitán Tapón
«Capitán Tapón» es una canción de 2015 de Alejandro Sanz, el segundo corte y tercer sencillo de su álbum Sirope. Se trata de un tema dedicado a su hijo, Dylan. Según un comunicado de Universal Music, «Capitán Tapón» "ocupó el número 1 en iTunes nada más desvelarse el contenido del álbum Sirope y es uno de los temas más aclamados durante su reciente gira por España".

## Videoclip
A principios de noviembre de 2015 se lanzó el videoclip de la canción a través del canal Vevo de Youtube y del canal del artista en el mismo sitio web. Fue dirigido por Greg A. Sebastian y se rodó en Madrid y Alicante (España). En él se ofrece una metáfora sobre la relación entre un padre y su hijo a lo largo de un día normal, representada por dos niños. Solo al final del clip se descubre que uno de los chicos es el padre (Alejandro Sanz). De esta manera, muestra como los hijos nos hacen volver a la infancia, aunque de un modo un tanto distinto (el joven que hace de padre muestra un comportamiento más responsable y comprometido).